# Sputnik (obwód murmański)
Sputnik (ros. Спутник) – osiedle w Rosji, w obwodzie murmańskim, w rejonie peczengijskim, na Półwyspie Kolskim, w pobliżu granicy z Norwegią. W 2010 roku liczyło 2061 mieszkańców.
Znajduje się około 8 km na południowy wschód od Peczengi, na drodze R-21, łączącej ją z Murmańskiem.
W Sputniku znajduje się baza 61. niezależnej brygady piechoty morskiej, utworzonej w tym miejscu 14 maja 1966.